# Sportverein Waldhof Mannheim 07 2000-2001
Questa voce raccoglie le informazioni riguardanti lo Sportverein Waldhof Mannheim 07 nelle competizioni ufficiali della stagione 2000-2001.

## Stagione
Nella stagione 2000-2001 il Mannheim, allenato da Uwe Rapolder, concluse il campionato di 2. Bundesliga al 4º posto. In Coppa di Germania il Mannheim fu eliminato al primo turno dal Lubecca.

## Rosa
| N. |                       | Ruolo | Calciatore                |
| -- | --------------------- | ----- | ------------------------- |
| 1  | Germania (bandiera)   | P     | Achim Hollerieth          |
| 2  | Senegal (bandiera)    | D     | Lamine Cissé              |
| 3  | Germania (bandiera)   | D     | Rüdiger Rehm              |
| 4  | Tunisia (bandiera)    | D     | Mounir Boukadida          |
| 5  | Brasile (bandiera)    | D     | Vilmar Santos Barbosa     |
| 6  | Polonia (bandiera)    | D     | Dariusz Pasieka           |
| 8  | Spagna (bandiera)     | C     | David Montero             |
| 9  | Germania (bandiera)   | A     | Sascha Licht              |
| 19 | Germania (bandiera)   | A     | Jean-Pierre Rubio-Sanchez |
| 10 | Ungheria (bandiera)   | C     | Ottó Vincze               |
| 26 | Germania (bandiera)   | D     | Christian Fickert         |
| 15 | Montenegro (bandiera) | D     | Miodrag Vukotić           |
| 17 | Germania (bandiera)   | A     | Mark Dittgen              |
| 18 | Germania (bandiera)   | C     | Werner Protzel            |

| N. |                                 | Ruolo | Calciatore         |
| -- | ------------------------------- | ----- | ------------------ |
| 13 | Albania (bandiera)              | C     | Ervin Skela        |
| 20 | Ungheria (bandiera)             | A     | László Klausz      |
| 21 | Bosnia ed Erzegovina (bandiera) | C     | Hajrudin Catic     |
| 25 | Germania (bandiera)             | C     | Selim Teber        |
| 30 | Bielorussia (bandiera)          | P     | Vasily Khomutovsky |
| 31 | Germania (bandiera)             | P     | Michael Zoll       |
| 12 | Germania (bandiera)             | D     | Thomas Herz        |
| 27 | Germania (bandiera)             | D     | Sven Kegel         |
| 7  | Germania (bandiera)             | D     | Thomas Kies        |
| 14 | Germania (bandiera)             | C     | Hanno Balitsch     |
| 22 | Bosnia ed Erzegovina (bandiera) | C     | Almir Delic        |
| 16 | Paesi Bassi (bandiera)          | C     | Lodewijk Roembiak  |
| 11 | Albania (bandiera)              | C     | Fatmir Vata        |
| 23 | Israele (bandiera)              | A     | Hamodi Oda         |

## Organigramma societario
Area tecnica
- Allenatore: Uwe Rapolder
- Allenatore in seconda:
- Preparatore dei portieri:
- Preparatori atletici:

## Calciomercato

### Sessione estiva
| Acquisti | Acquisti           | Acquisti          | Acquisti |
| R.       | Nome               | da                | Modalità |
| -------- | ------------------ | ----------------- | -------- |
| D        | Jens Boehnke       | FSV Francoforte   |          |
| C        | Hajrudin Catic     | Fortuna Colonia   |          |
| C        | Almir Delic        | Elversberg        |          |
| A        | Neşat Gülünoğlu    | Siegen            |          |
| P        | Achim Hollerieth   | Stoccarda         |          |
| P        | Vasily Khomutovsky | Tarpeda Minsk     |          |
| D        | Thomas Kies        | Stoccarda         |          |
| A        | Sascha Maier       | Wacker Burghausen |          |
| D        | Jörg Sobiech       | Twente            |          |
| D        | Miodrag Vukotić    | Mogren            |          |

| Cessioni | Cessioni            | Cessioni          | Cessioni |
| R.       | Nome                | a                 | Modalità |
| -------- | ------------------- | ----------------- | -------- |
| D        | Jens Boehnke        | Karlsruhe         |          |
| C        | Philipp Eich        | Winterthur        |          |
| D        | Ronny Ernst         | Dresdner SC       |          |
| C        | Kakhaber Katcharava | Samt'redia        |          |
| C        | Cüneyt Kocabicak    | Erzurumspor       |          |
| D        | Raphael Krauß       | VfR Mannheim      |          |
| D        | Vilmos Sebők        | Energie Cottbus   |          |
| P        | Stephan Straub      | Saarbrücken       |          |
| P        | Marius Todericiu    | H. Rishon LeZion  |          |
| A        | Bernhard Weis       | Eintracht Treviri |          |

### Sessione invernale
| Acquisti | Acquisti          | Acquisti | Acquisti |
| R.       | Nome              | da       | Modalità |
| -------- | ----------------- | -------- | -------- |
| C        | Lodewijk Roembiak | Aarau    |          |
| C        | Ervin Skela       | Chemnitz |          |
| A        | Mark Dittgen      | Chemnitz |          |

| Cessioni | Cessioni        | Cessioni        | Cessioni |
| R.       | Nome            | a               | Modalità |
| -------- | --------------- | --------------- | -------- |
| A        | Neşat Gülünoğlu | Westfalia Herne |          |
| D        | Jörg Sobiech    | Chemnitz        |          |
| A        | Sascha Maier    | Darmstadt       |          |

## Risultati

### 2. Bundesliga

#### Girone di andata
| Arbitro: | Jansen |

|                                |           |  |
| Vata 41’ Barbosa 57’ Cissé 59’ | Marcatori |  |

| Arbitro: | Fleischer |

|                                                            |           |  |
| Trulsen 25’ Klasnić 30’ Rahn 37’ Stanislawski 45’ Rath 82’ | Marcatori |  |

| Arbitro: | Koop |

|          |           |                                        |
| Vata 81’ | Marcatori | 9’ Stoilov 21’ Driller 61’, 86’ Möckel |

| Arbitro: | Pickel |

|            |           |               |
| Hamann 40’ | Marcatori | 61’, 63’ Vata |

| Arbitro: | Scheppe |

|                              |           |  |
| Morinas 58’ Bounoua 75’, 89’ | Marcatori |  |

| Arbitro: | Margenberg |

|             |           |              |
| Vukotić 86’ | Marcatori | 17’ Hofacker |

| Arbitro: | Perl |

|                  |           |                  |
| Silvinho 2’, 68’ | Marcatori | 45’, 48’ Vukotić |

| Arbitro: | Haupt |

|           |           |  |
| Catic 24’ | Marcatori |  |

| Bielefeld 20 ottobre 2000, ore 19:00 CEST 9ª giornata | Arminia Bielefeld | 0 – 0 referto | Waldhof Mannheim | Bielefelder Alm (9 681 spett.)\| Arbitro: \| Voss \| |
| Arbitro:                                              | Voss              |               |                  |                                                      |

| Arbitro: | Keßler |

|                                            |           |  |
| Klausz 17’ Licht 52’ Catic 70’ Pasieka 80’ | Marcatori |  |

| Arbitro: | Wagner |

|                        |           |             |
| Reichel 9’ Rouissi 68’ | Marcatori | 34’ Montero |

| Mannheim 10 novembre 2000, ore 19:00 CET 12ª giornata | Waldhof Mannheim | 0 – 0 referto | Chemnitz | Carl-Benz-Stadion (5 000 spett.)\| Arbitro: \| Berg \| |
| Arbitro:                                              | Berg             |               |          |                                                        |

| Arbitro: | Wezel |

|                               |           |                             |
| Toppmöller 26’ Choji 28’, 54’ | Marcatori | 15’, 38’ Klausz 77’ Barbosa |

| Arbitro: | Steinborn |

|                     |           |  |
| Maier 80’ Cissé 86’ | Marcatori |  |

| Arbitro: | Kemmling |

|           |           |  |
| Maier 30’ | Marcatori |  |

| Arbitro: | Schmidt |

|                                         |           |  |
| Vata 18’ Licht 48’, 62’, 75’ Klausz 66’ | Marcatori |  |

| Arbitro: | Frank |

|  |           |            |
|  | Marcatori | 49’ Klausz |

#### Girone di ritorno
| Arbitro: | Weber |

|  |           |           |
|  | Marcatori | 51’ Licht |

| Arbitro: | Minskowski |

|                      |           |            |
| Montero 8’ Teber 89’ | Marcatori | 90’ Meggle |

| Arbitro: | Haupt |

|               |           |  |
| Krzynówek 56’ | Marcatori |  |

| Arbitro: | Weiner |

|  |           |                              |
|  | Marcatori | 67’, 88’ Feinbier 81’ Arnold |

| Arbitro: | Fröhlich |

|                     |           |           |
| Klausz 3’ Teber 69’ | Marcatori | 59’ Linke |

| Arbitro: | Stark |

|                 |           |          |
| Lapaczinski 62’ | Marcatori | 45’ Vata |

| Arbitro: | Jansen |

|                                               |           |                         |
| Skela 7’ Klausz 42’ (rig.) Licht 51’ Vata 59’ | Marcatori | 23’ Heberle 71’ Blessin |

| Arbitro: | Sippel |

|  |           |            |
|  | Marcatori | 63’ Klausz |

| Arbitro: | Meyer |

|                               |           |                                             |
| Catic 22’ Licht 65’ Teber 74’ | Marcatori | 32’ Borges 37’ Weissenberger 82’ Wichniarek |

| Arbitro: | Kemmling |

|                            |           |  |
| Houdt 67’, 73’ Stassin 90’ | Marcatori |  |

| Arbitro: | Fandel |

|                      |           |             |
| Montero 6’ Teber 77’ | Marcatori | 14’ Surmann |

| Chemnitz 12 aprile 2001, ore 19:00 CEST 29ª giornata | Chemnitz | 0 – 0 referto | Waldhof Mannheim | Stadion an der Gellertstraße (2 920 spett.)\| Arbitro: \| Wezel \| |
| Arbitro:                                             | Wezel    |               |                  |                                                                    |

| Arbitro: | Weber |

|                    |           |                                |
| Vata 10’ Skela 34’ | Marcatori | 38’ Plassnegger 74’, 90’ Choji |

| Arbitro: | Wack |

|  |           |                       |
|  | Marcatori | 30’ Skela 63’ Pasieka |

| Arbitro: | Steinborn |

|                                                       |           |  |
| Protzel 11’ Vukotić 16’ Vata 26’ Montero 55’ Rehm 74’ | Marcatori |  |

| Arbitro: | Fröhlich |

|            |           |                       |
| Toborg 71’ | Marcatori | 44’ Montero 89’ Delic |

| Arbitro: | Fleischer |

|                                     |           |  |
| Cissé 43’ Klausz 64’, 83’ Catic 90’ | Marcatori |  |

### Coppa di Germania
| Arbitro: | Minskowski |

|                              |                      |                                   |
| Harf 26’ Dengel 103’         | Marcatori            | 49’ Protzel 97’ Vata              |
| Bärwolf Homola Völzke Kullig | Tiri di rigore 3 – 2 | Catic Protzel Barbosa Vincze Vata |

## Statistiche

### Statistiche di squadra
| Competizione      | Punti | In casa | In casa | In casa | In casa | In casa | In casa | In trasferta | In trasferta | In trasferta | In trasferta | In trasferta | In trasferta | Totale | Totale | Totale | Totale | Totale | Totale | DR  |
| Competizione      | Punti | G       | V       | N       | P       | Gf      | Gs      | G            | V            | N            | P            | Gf           | Gs           | G      | V      | N      | P      | Gf     | Gs     | DR  |
| ----------------- | ----- | ------- | ------- | ------- | ------- | ------- | ------- | ------------ | ------------ | ------------ | ------------ | ------------ | ------------ | ------ | ------ | ------ | ------ | ------ | ------ | --- |
| 2. Bundesliga     | 59    | 17      | 11      | 3       | 3       | 41      | 19      | 17           | 6            | 5            | 6            | 16           | 23           | 34     | 17     | 8      | 9      | 57     | 42     | +15 |
| Coppa di Germania | -     | 0       | 0       | 0       | 0       | 0       | 0       | 1            | 0            | 1            | 0            | 2            | 2            | 1      | 0      | 1      | 0      | 2      | 2      | 0   |
| Totale            | 59    | 17      | 11      | 3       | 3       | 41      | 19      | 18           | 6            | 6            | 6            | 18           | 25           | 35     | 17     | 9      | 9      | 59     | 44     | +15 |

### Andamento in campionato
| Giornata  | 1 | 2  | 3  | 4 | 5  | 6  | 7  | 8  | 9  | 10 | 11 | 12 | 13 | 14 | 15 | 16 | 17 | 18 | 19 | 20 | 21 | 22 | 23 | 24 | 25 | 26 | 27 | 28 | 29 | 30 | 31 | 32 | 33 | 34 |
| --------- | - | -- | -- | - | -- | -- | -- | -- | -- | -- | -- | -- | -- | -- | -- | -- | -- | -- | -- | -- | -- | -- | -- | -- | -- | -- | -- | -- | -- | -- | -- | -- | -- | -- |
| Luogo     | C | T  | C  | T | T  | C  | T  | C  | T  | C  | T  | C  | T  | C  | T  | C  | T  | T  | C  | T  | C  | C  | T  | C  | T  | C  | T  | C  | T  | C  | T  | C  | T  | C  |
| Risultato | V | P  | P  | V | P  | N  | N  | V  | N  | V  | P  | N  | N  | V  | P  | V  | V  | V  | V  | P  | P  | V  | N  | V  | V  | N  | P  | V  | N  | P  | V  | V  | V  | V  |
| Posizione | 3 | 13 | 12 | 9 | 11 | 12 | 12 | 12 | 12 | 9  | 10 | 10 | 9  | 7  | 11 | 8  | 8  | 8  | 5  | 5  | 8  | 5  | 6  | 5  | 4  | 5  | 5  | 4  | 5  | 6  | 6  | 5  | 4  | 4  |

Legenda:

Luogo: C = Casa; T = Trasferta. Risultato: V = Vittoria; N = Pareggio; P = Sconfitta.

### Statistiche dei giocatori
| Giocatore        | 2. Bundesliga | 2. Bundesliga | 2. Bundesliga | 2. Bundesliga | Coppa di Germania | Coppa di Germania | Coppa di Germania | Coppa di Germania | Totale   | Totale | Totale      | Totale     |
| Giocatore        | Presenze      | Reti          | Ammonizioni   | Espulsioni    | Presenze          | Reti              | Ammonizioni       | Espulsioni        | Presenze | Reti   | Ammonizioni | Espulsioni |
| ---------------- | ------------- | ------------- | ------------- | ------------- | ----------------- | ----------------- | ----------------- | ----------------- | -------- | ------ | ----------- | ---------- |
| H. Balitsch      | 25            | 0             | 3             | 0             | 0                 | 0                 | 0                 | 0                 | 25       | 0      | 3           | 0          |
| V. Barbosa       | 23            | 2             | 6             | 2             | 1                 | 0                 | 0                 | 0                 | 24       | 2      | 6           | 2          |
| J. Boehnke       | 3             | 0             | 0             | 0             | 0                 | 0                 | 0                 | 0                 | 3        | 0      | 0           | 0          |
| M. Boukadida     | 27            | 0             | 5             | 1             | 1                 | 0                 | 0                 | 0                 | 28       | 0      | 5           | 1          |
| H. Catic         | 23            | 4             | 1             | 0             | 1                 | 0                 | 0                 | 0                 | 24       | 4      | 1           | 0          |
| L. Cissé         | 32            | 3             | 5             | 1             | 0                 | 0                 | 0                 | 0                 | 32       | 3      | 5           | 1          |
| A. Delic         | 7             | 1             | 0             | 0             | 0                 | 0                 | 0                 | 0                 | 7        | 1      | 0           | 0          |
| M. Dittgen       | 6             | 0             | 0             | 0             | 0                 | 0                 | 0                 | 0                 | 6        | 0      | 0           | 0          |
| C. Fickert       | 8             | 0             | 2             | 0             | 1                 | 0                 | 1                 | 0                 | 9        | 0      | 3           | 0          |
| T. Herz          | 0             | 0             | 0             | 0             | 0                 | 0                 | 0                 | 0                 | 0        | 0      | 0           | 0          |
| A. Hollerieth    | 33            | 0             | 2             | 1             | 0                 | 0                 | 0                 | 0                 | 33       | 0      | 2           | 1          |
| S. Kegel         | 0             | 0             | 0             | 0             | 0                 | 0                 | 0                 | 0                 | 0        | 0      | 0           | 0          |
| V. Khomutovsky   | 2             | 0             | 0             | 0             | 1                 | 0                 | 0                 | 0                 | 3        | 0      | 0           | 0          |
| T. Kies          | 15            | 0             | 1             | 1             | 1                 | 0                 | 0                 | 0                 | 16       | 0      | 1           | 1          |
| L. Klausz        | 30            | 10            | 8             | 0             | 1                 | 0                 | 0                 | 0                 | 31       | 10     | 8           | 0          |
| S. Licht         | 23            | 7             | 5             | 1             | 1                 | 0                 | 1                 | 0                 | 24       | 7      | 6           | 1          |
| S. Maier         | 6             | 1             | 0             | 0             | 0                 | 0                 | 0                 | 0                 | 6        | 1      | 0           | 0          |
| D. Montero       | 30            | 5             | 4             | 0             | 1                 | 0                 | 0                 | 1                 | 31       | 5      | 4           | 1          |
| H. Oda           | 0             | 0             | 0             | 0             | 0                 | 0                 | 0                 | 0                 | 0        | 0      | 0           | 0          |
| D. Pasieka       | 26            | 2             | 4             | 0             | 1                 | 0                 | 0                 | 0                 | 27       | 2      | 4           | 0          |
| W. Protzel       | 17            | 1             | 3             | 0             | 1                 | 1                 | 0                 | 0                 | 18       | 2      | 3           | 0          |
| R. Rehm          | 24            | 1             | 8             | 1             | 0                 | 0                 | 0                 | 0                 | 24       | 1      | 8           | 1          |
| L. Roembiak      | 3             | 0             | 0             | 0             | 0                 | 0                 | 0                 | 0                 | 3        | 0      | 0           | 0          |
| J. Rubio-Sanchez | 0             | 0             | 0             | 0             | 0                 | 0                 | 0                 | 0                 | 0        | 0      | 0           | 0          |
| E. Skela         | 15            | 3             | 3             | 0             | 0                 | 0                 | 0                 | 0                 | 15       | 3      | 3           | 0          |
| J. Sobiech       | 1             | 0             | 0             | 0             | 0                 | 0                 | 0                 | 0                 | 1        | 0      | 0           | 0          |
| S. Teber         | 23            | 4             | 1             | 0             | 1                 | 0                 | 0                 | 0                 | 24       | 4      | 1           | 0          |
| F. Vata          | 32            | 9             | 7             | 1             | 1                 | 1                 | 0                 | 0                 | 33       | 10     | 7           | 1          |
| O. Vincze        | 16            | 0             | 3             | 1             | 1                 | 0                 | 0                 | 0                 | 17       | 0      | 3           | 1          |
| M. Vukotić       | 22            | 4             | 5             | 0             | 0                 | 0                 | 0                 | 0                 | 22       | 4      | 5           | 0          |
| M. Zoll          | 1             | 0             | 0             | 0             | 0                 | 0                 | 0                 | 0                 | 1        | 0      | 0           | 0          |